# Melozone
Melozone är ett fågelsläkte i familjen amerikanska sparvar inom ordningen tättingar. Släktet omfattar numera nio som förekommer från västra USA till Costa Rica:
- Vitstrupig snårsparv (M. albicollis)
- Kanjonsnårsparv (M. fusca)
- Kaliforniensnårsparv (M. crissalis)
- Arizonasnårsparv (M. aberti)
- Rostnackad snårsparv (M. kieneri)
- Vitmaskad snårsparv (M. biarcuata)
- Costaricasnårsparv (M. cabanisi)
- Vitkindad snårsparv (M. leucotis)
- Gråkronad snårsparv (M. occipitalis)

De fyra första arterna ovan placerades tidigare i släktet Pipilo. Vissa placerar dem samt rostnackad snårsparv i släktet Kieneria.